# Network Q RAC Rally Championship
Network Q RAC Rally Championship – gra komputerowa typu wyścigi stworzona na platformę MS-DOS, wydana w Wielkiej Brytanii w 1996 roku, a w Stanach Zjednoczonych w roku 1997.
Gra jest symulatorem Rajdu Wielkiej Brytanii i zawiera wszystkie 28 odcinków specjalnych, które należały do tego rajdu w sezonie 1995.
Gra oferuje kilka trybów gry, takich jak Individual, Arcade, Time Trial oraz Championship. Do wyboru gracza są następujące samochody:
- Škoda Felicia (klasa A6);
- VW Golf Gti 16v (klasa A7);
- Renault Maxi Mégane (klasa A7);
- Proton Wira (klasa N);
- Ford Escort (klasa A8);
- Subaru Impreza (klasa A8).

Gracz miał możliwość zmiany opon (istniały zmienne warunki atmosferyczne, z nocą, deszczem, mgłą i śniegiem włącznie) oraz ustawień samochodu, takich jak wysokość i sztywność zawieszenia, zmiana przełożeń biegów, czułość kierownicy oraz to, na jakie koła ma być hamowany samochód. Podczas rajdu pewne części samochodu (skrzynia biegów, silnik, sprzęgło, nadwozie, chłodnica, zawieszenie, reflektory, elektryka) ulegały uszkodzeniom; na żądanie gracza serwis mógł wymienić po sztywno określonej liczbie odcinków specjalnych niektóre z nich, mając jednak na to ograniczony czas.
Gracz mógł również między innymi poznać historię Rajdu Wielkiej Brytanii oraz dane techniczne dostępnych w grze samochodów.
Gra obsługiwała klawiaturę, dżojstik oraz kierownicę.